# Coupe d'Océanie féminine de football 2003
Navigation
Édition précédente Édition suivante
La Coupe d'Océanie de football féminin 2003 est la septième édition de la Coupe d'Océanie féminine de football, une compétition de la Confédération du football d'Océanie (OFC) qui met aux prises les meilleures sélections nationales féminines de football affiliées à l'OFC.
L'édition 2003 de la Coupe d'Océanie se déroule du 5 au 13 avril 2003 en Nouvelle-Zélande. Tous les matchs se déroulent au Belconnen Soccer Centre de Canberra.
La compétition, qui voit s'affronter cinq équipes, est remportée par l'Australie, qui se qualifie pour la Coupe du monde de football féminin 2003. La Nouvelle-Zélande termine deuxième et la Papouasie-Nouvelle-Guinée troisième.

## Nations participantes
Cinq équipes participent à la compétition. 
| Australie                 |
| Îles Cook                 |
| Nouvelle-Zélande          |
| Papouasie-Nouvelle-Guinée |
| Samoa                     |

## Compétition

### Format
Les rencontres du tournoi se disputent selon les lois du jeu, qui sont les règles du football définies par l'International Football Association Board (IFAB).
Le tournoi se dispute sous la forme d'un championnat. Chaque équipe joue un match contre ses quatre adversaires. Le vainqueur est déclaré champion d'Océanie. Le classement des groupes utilise un système de points, où les points suivants sont attribués à chaque match joué :
- 3 points pour un match gagné;
- 1 point pour un match nul;
- 0 point pour un match perdu.

### Matchs et classement
| Rang | Équipe                    | Pts | J | G | N | P | Bp | Bc | Diff |
| ---- | ------------------------- | --- | - | - | - | - | -- | -- | ---- |
| 1    | Australie                 | 12  | 4 | 4 | 0 | 0 | 45 | 0  | +45  |
| 2    | Nouvelle-Zélande          | 9   | 4 | 3 | 0 | 1 | 29 | 2  | +27  |
| 3    | Papouasie-Nouvelle-Guinée | 6   | 4 | 2 | 0 | 2 | 10 | 21 | -11  |
| 4    | Samoa                     | 3   | 4 | 1 | 0 | 3 | 3  | 39 | -36  |
| 5    | Îles Cook                 | 0   | 4 | 0 | 0 | 4 | 1  | 26 | -25  |

| Date     | Équipe 1                  | Résultat | Équipe 2                  |
| -------- | ------------------------- | -------- | ------------------------- |
| 5 avril  | Îles Cook                 | 1-5      | Papouasie-Nouvelle-Guinée |
| 5 avril  | Australie                 | 19-0     | Samoa                     |
| 7 avril  | Australie                 | 11-0     | Îles Cook                 |
| 7 avril  | Samoa                     | 0-15     | Nouvelle-Zélande          |
| 9 avril  | Îles Cook                 | 0-9      | Nouvelle-Zélande          |
| 9 avril  | Australie                 | 13-0     | Papouasie-Nouvelle-Guinée |
| 11 avril | Papouasie-Nouvelle-Guinée | 0-5      | Nouvelle-Zélande          |
| 11 avril | Îles Cook                 | 0-1      | Samoa                     |
| 13 avril | Papouasie-Nouvelle-Guinée | 5-2      | Samoa                     |
| 13 avril | Australie                 | 2-0      | Nouvelle-Zélande          |

## Récompenses
La Néo-Zélandaise Maia Jackman est sacrée meilleure buteuse du tournoi avec dix buts marqués. La Papouasie-Nouvelle-Guinée se voit attribuer le prix du fair-play.